# Фарадей, Майкл
Майкл Фараде́й (англ. Michael Faraday [ˈfærədeɪ], 22 сентября 1791, Лондон — 25 августа 1867, Лондон) — английский физик-экспериментатор и химик. 
Член Лондонского королевского общества (1824) и множества других научных организаций, в том числе иностранный почётный член Петербургской академии наук (1830).
Открыл электромагнитную индукцию, лежащую в основе современного промышленного производства электричества и многих его применений. Создал первую модель электродвигателя. Среди других его открытий — первый трансформатор, химическое действие тока, законы электролиза, действие магнитного поля на свет, диамагнетизм. Первым предсказал электромагнитные волны. Фарадей ввёл в научный обиход термины ион, катод, анод, электролит, диэлектрик, диамагнетизм, парамагнетизм и другие.
Фарадей — основоположник учения об электромагнитном поле, которое затем математически оформил и развил Максвелл. Основной идейный вклад Фарадея в физику электромагнитных явлений заключался в отказе от ньютонова принципа дальнодействия и во введении понятия физического поля — непрерывной области пространства, сплошь заполненной силовыми линиями и взаимодействующей с веществом.

## Биография

### Ранние годы. Переплётчик

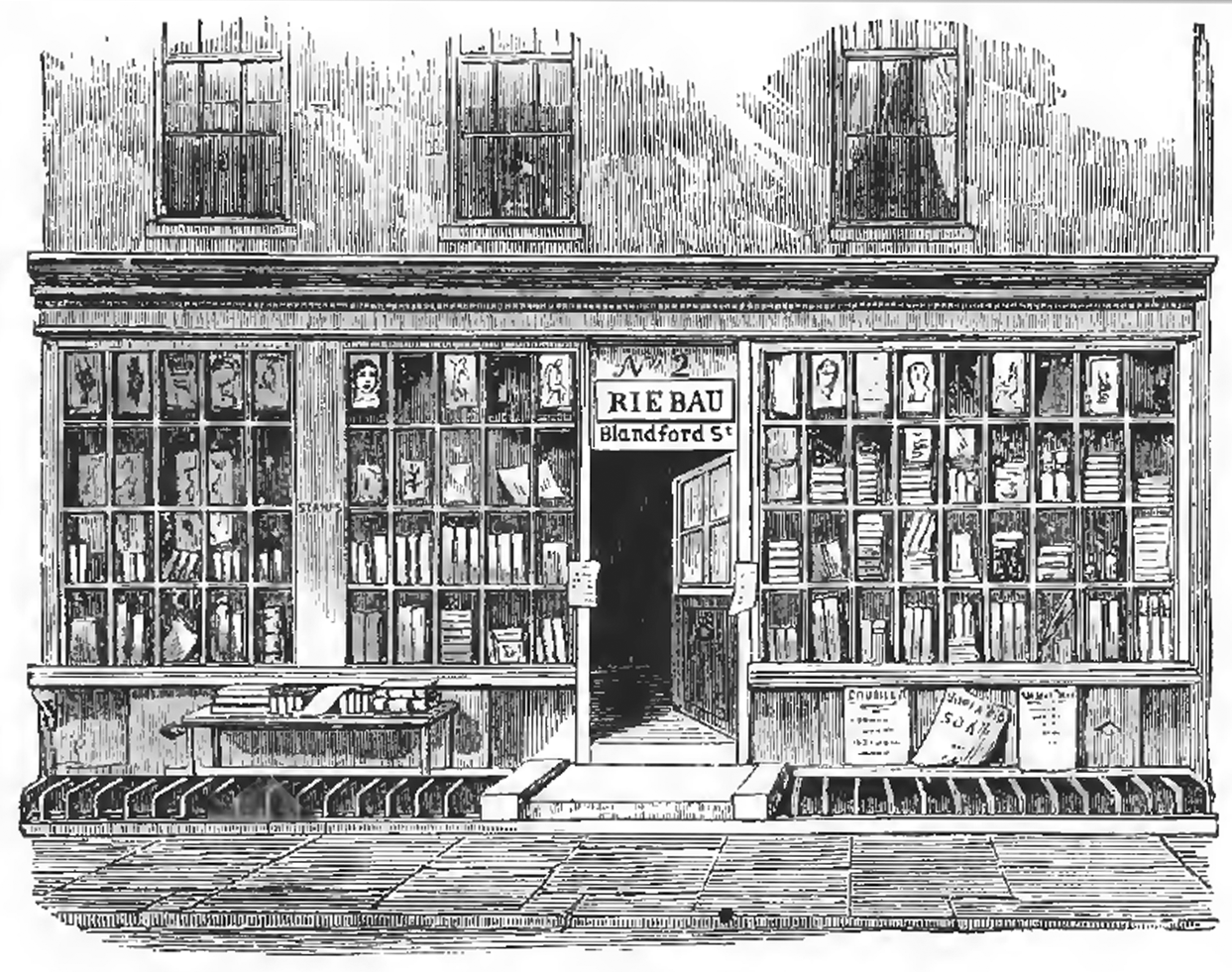
Книжный магазин Рибо, где работал и «учился» юный Фарадей

Майкл Фарадей родился 22 сентября 1791 года в посёлке Ньюингтон-Баттс близ Лондона (ныне Большой Лондон), в семье кузнеца. Семья — отец Джеймс (1761—1810), мать Маргарет (1764—1838), братья Роберт и Майкл, сестры Элизабет и Маргарет — жила дружно, но в нужде, поэтому уже в 13 лет Майкл, оставив школу, начал работать рассыльным в лондонском книжном магазине, принадлежащем французу-эмигранту Рибо. После испытательного срока он стал (там же) учеником переплётчика.
Фарадей так и не сумел получить систематическое образование, но рано проявил любознательность и страсть к чтению. В магазине было немало научных книг; в позднейших воспоминаниях Фарадей особо отметил книги по электричеству и химии, причём по ходу чтения он сразу начал проводить простые самостоятельные опыты. Отец и старший брат Роберт в меру своих возможностей поощряли тягу Майкла к знаниям, поддерживали его материально и помогли изготовить простейший источник электричества — «лейденскую банку». Поддержка брата продолжалась и после скоропостижной смерти отца в 1810 году. Фарадей изготовил и гальваническую батарею («вольтов столб»), в состав которой включил столбик медных пенсов из своего заработка.
Важным этапом в жизни Фарадея стали посещения Городского философского общества (1810—1811 годы), где 19-летний Майкл по вечерам слушал научно-популярные лекции по физике и астрономии, участвовал в диспутах, научился хорошо рисовать. Некоторые учёные, посещавшие книжный магазин, отметили способного юношу; в 1812 году один из посетителей, музыкант Уильям Денс (William Dance), подарил ему билет на цикл публичных лекций в Королевском институте знаменитого химика и физика, первооткрывателя многих химических элементов Гемфри Дэви.

### Лаборант Королевского института (1812—1815)

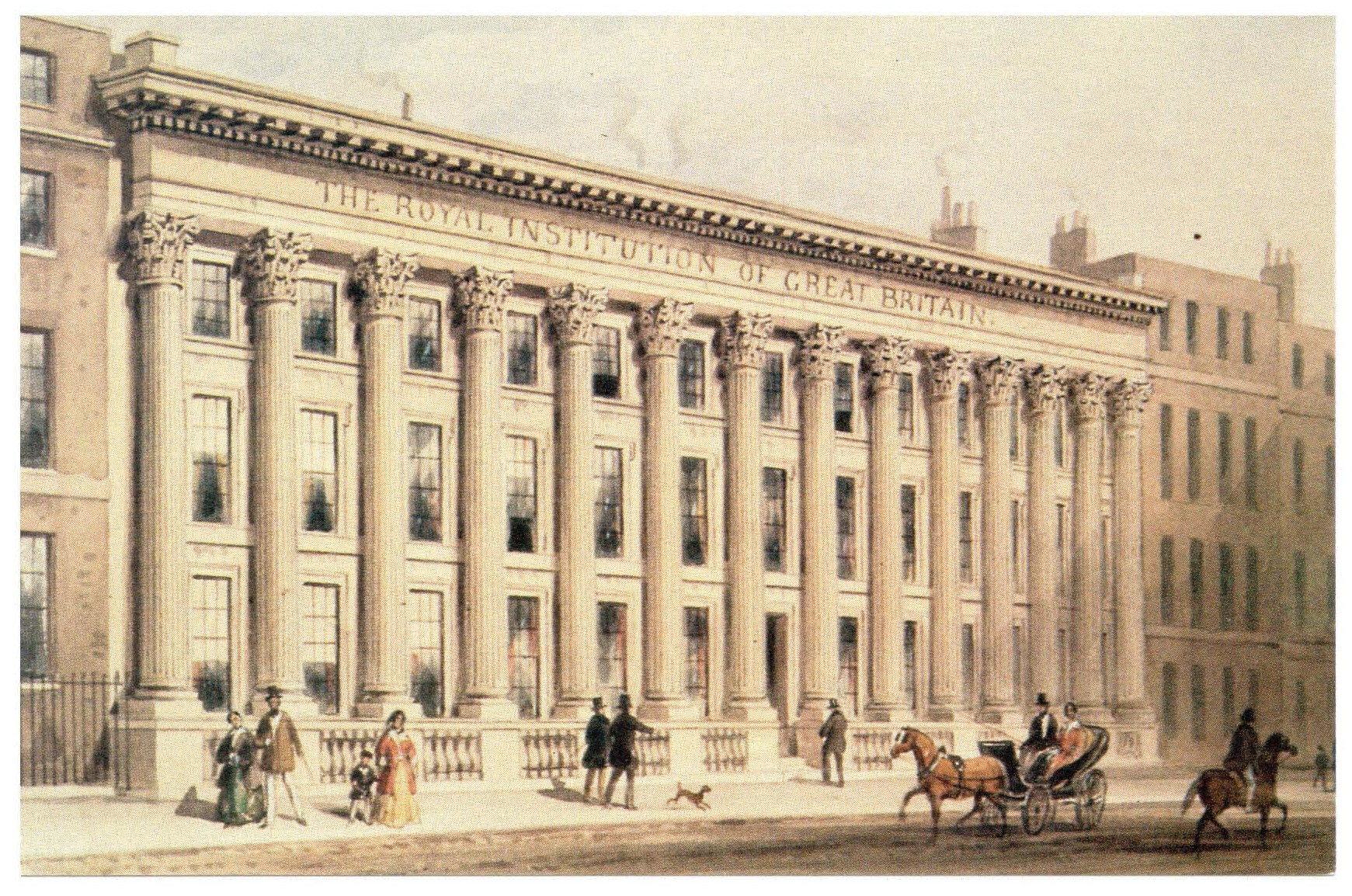
Королевский институт
Лондон, 1830-е годы

Майкл не только с интересом выслушал, но и подробно записал и переплёл четыре лекции Дэви, которые послал ему вместе с письмом с просьбой взять его на работу в Королевский институт. Этот, как выразился сам Фарадей, «смелый и наивный шаг» оказал на его судьбу решающее влияние. Профессор Дэви, сам прошедший путь от ученика аптекаря, был восхищён обширными знаниями юноши, но в тот момент в институте не было вакантных мест, и просьба Майкла была удовлетворена лишь через несколько месяцев. В начале 1813 года Дэви, который был в Институте директором химической лаборатории, пригласил 22-летнего юношу на освободившееся место лаборанта Королевского института.

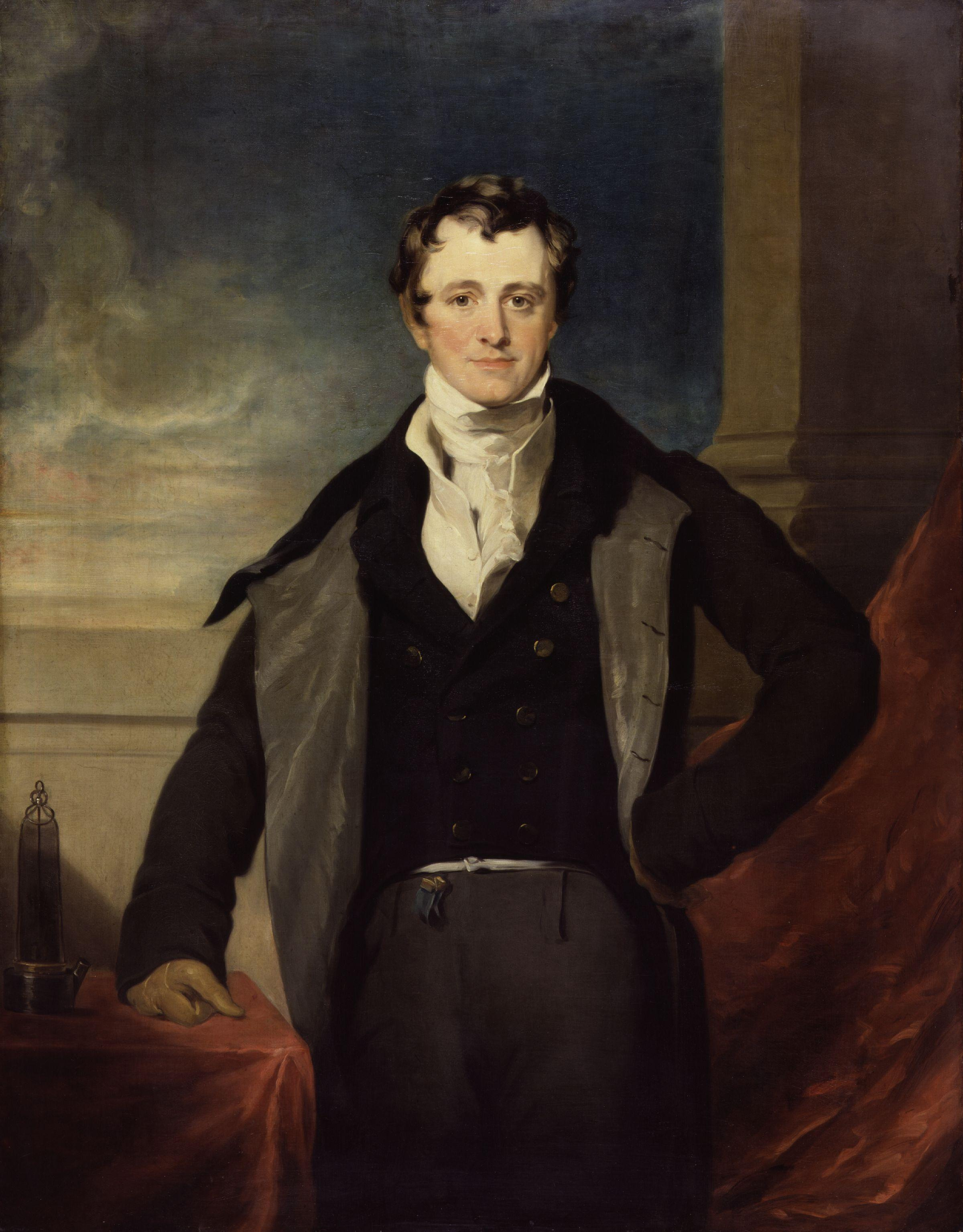
Сэр Гемфри Дэви

В обязанности Фарадея входили в основном помощь профессорам и другим лекторам Института при подготовке лекций, учёт материальных ценностей и уход за ними. Но сам он старался использовать любую возможность для пополнения своего образования, и в первую очередь — внимательно слушал все подготовленные им лекции. Одновременно Фарадей, при благожелательном содействии Дэви, проводил собственные химические эксперименты по интересующим его вопросам. Свои служебные обязанности Фарадей исполнял настолько тщательно и умело, что вскоре стал незаменимым помощником Дэви.
Осенью 1813 года Фарадей отправился вместе с профессором и его женой, как помощник и секретарь, в двухлетнее путешествие по научным центрам Европы, только что разгромившей Наполеона. Это путешествие имело для Фарадея большое значение: Дэви как знаменитость мирового масштаба приветствовали многие выдающиеся учёные того времени, в том числе А. Ампер, М. Шеврель, Ж. Л. Гей-Люссак и А. Вольта. Некоторые из них обратили внимание на блестящие способности молодого Фарадея.

### Путь в науку (1815—1821)

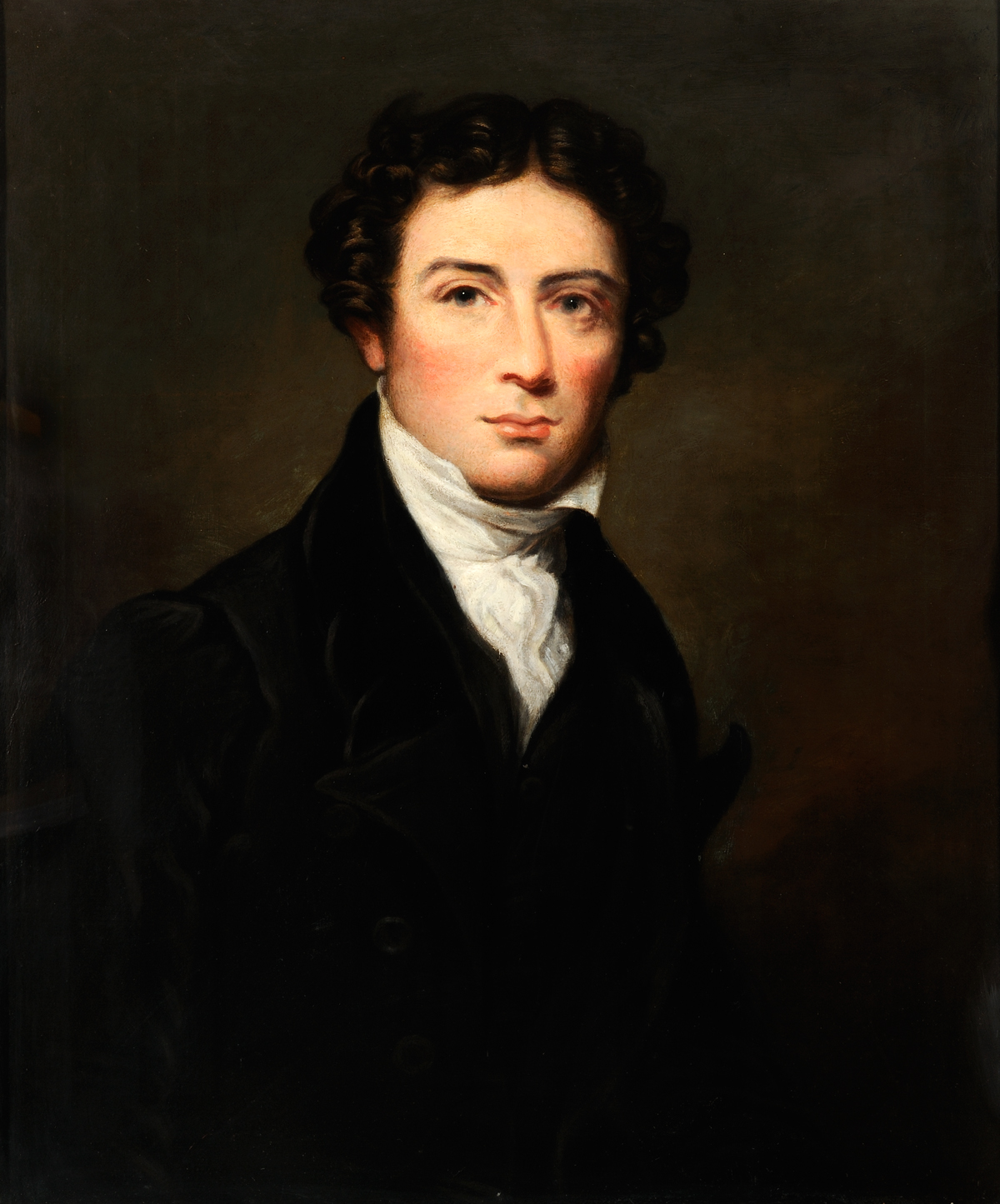
Молодой Фарадей

После возвращения в мае 1815 года в Королевский институт Фарадей приступил к интенсивной работе в новой должности ассистента, с довольно высоким для того времени окладом 30 шиллингов в месяц. Он продолжил самостоятельные научные исследования, за которыми засиживался допоздна. Уже в это время проявились отличительные черты Фарадея — трудолюбие, методичность, тщательность исполнения экспериментов, стремление проникнуть в сущность исследуемой проблемы. В первой половине XIX века он заслужил славу «короля экспериментаторов». Всю жизнь Фарадей вёл аккуратные лабораторные дневники своих опытов (изданы в 1931 году). Последний эксперимент по электромагнетизму помечен в соответствующем дневнике номером 16041, всего Фарадей провёл за свою жизнь около 30000 экспериментов.
В 1816 году появилась первая печатная работа Фарадея (об анализе химического состава тосканского известняка), в следующие 3 года число публикаций превысило 40, главным образом по химии. Одновременно Фарадей начал читать свой первый курс лекций в Философском обществе, в котором был слушателем шестью годами ранее. Завязывается переписка Фарадея с крупными европейскими химиками и физиками. В 1820 году Фарадей провёл несколько опытов по выплавке сталей с добавками никеля. Эта работа считается открытием нержавеющей стали, которое в то время не заинтересовало металлургов.
В 1821 году в жизни Фарадея произошло несколько важных событий. В июле он женился на 20-летней Саре Барнард (Sarah Barnard, 1800—1879), сестре его друга. По отзывам современников и по заверениям самого Фарадея, брак был счастливым, Майкл и Сара прожили вместе 46 лет. Жили супруги на верхнем этаже Королевского института, за отсутствием собственных детей они воспитывали малолетнюю племянницу-сироту Джейн; Фарадей также постоянно заботился о своей матери Маргарет (умерла в 1838 году). В Институте Фарадей получил место технического смотрителя здания и лабораторий Королевского института (Superintendent of the House). Наконец, его экспериментальные исследования начали неуклонно перемещаться в область физики. Несколько значительных работ по физике, опубликованных в 1821 году, показали, что Фарадей вполне сложился как крупный учёный. Главное место среди них занимала статья об изобретении электродвигателя, с которой фактически начинается промышленная электротехника.

### Создание электродвигателя. Научная известность (1821—1830)
С 1820 года Фарадея чрезвычайно увлекла проблема исследования связей между электричеством и магнетизмом. К этому моменту уже существовала и стараниями К. Гаусса и Дж. Грина была в основном разработана наука электростатика. В 1800 году А. Вольта открыл мощный источник постоянного тока («вольтов столб»), и начала стремительно развиваться новая наука — электродинамика. Сразу же были сделаны два выдающихся открытия: электролиз (1800 год) и электрическая дуга (1802).
Но главные события начались в 1820 году, когда Эрстед обнаружил на опыте отклоняющее действие тока на магнитную стрелку. Первые теории, связывающие электричество и магнетизм, построили в том же году Био, Савар и позже Лаплас (см. Закон Био — Савара — Лапласа). А. Ампер, начиная с 1822 года, опубликовал свою теорию электромагнетизма, по которой первичным явлением является дальнодействующее взаимодействие проводников с током. Формула Ампера для взаимодействия двух элементов тока вошла в учебники. Среди прочего, Ампер открыл электромагнит (соленоид).

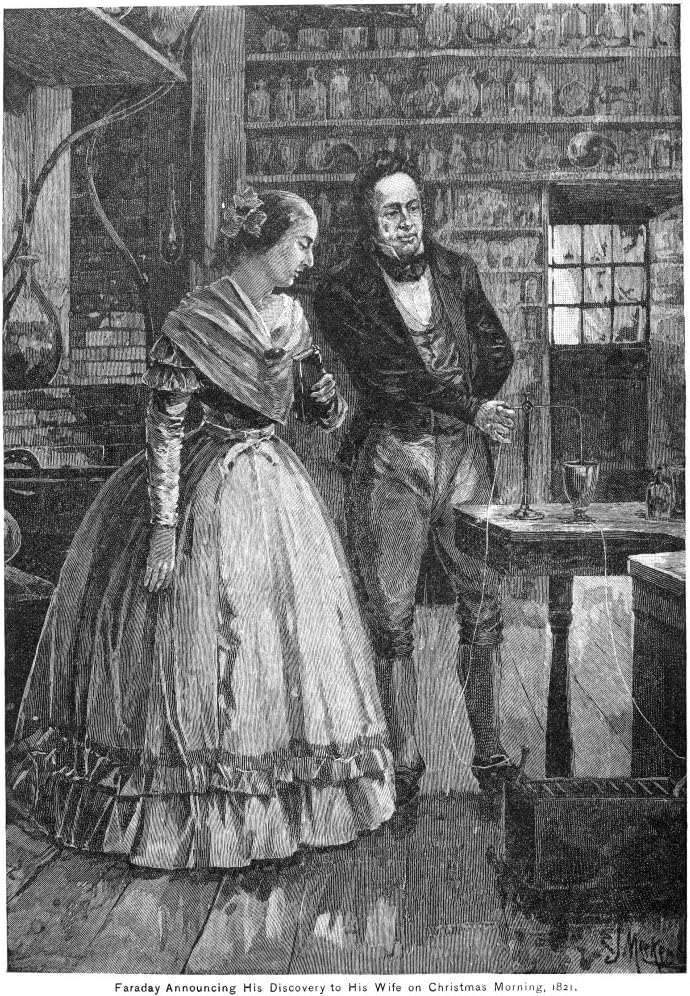
Фарадей показывает жене Саре свой электродвигатель. Рождество 1821 г.

После серии опытов Фарадей опубликовал в 1821 году статью «О некоторых новых электромагнитных движениях и о теории магнетизма», где показал, как заставить намагниченную стрелку непрерывно вращаться вокруг одного из магнитных полюсов. По существу, эта конструкция представляла собой ещё несовершенный, но вполне работоспособный электродвигатель, впервые в мире осуществивший непрерывное превращение электрической энергии в механическую. Имя Фарадея становится всемирно известным.
Конец 1821 года, в целом триумфального для Фарадея, омрачила клевета. Известный химик и физик Уильям Волластон пожаловался Дэви, что опыт Фарадея с вращением стрелки является плагиатом его, волластоновской идеи (практически никогда им не реализованной). История получила большую огласку и доставила Фарадею немало неприятностей. Дэви стал на сторону Волластона, отношения его с Фарадеем заметно ухудшились. В октябре Фарадей добился личной встречи с Волластоном, где разъяснил свою позицию, и состоялось примирение. Однако в январе 1824 года, когда Фарадей был избран членом Лондонского королевского общества, Дэви, тогдашний президент Королевского общества, был единственным, голосовавшим против (сам Волластон голосовал за избрание). Отношения Фарадея и Дэви позднее улучшились, но лишились прежней сердечности, хотя Дэви любил повторять, что из всех его открытий самым значительным было «открытие Фарадея».
Признанием научных заслуг Фарадея стало избрание его членом-корреспондентом Парижской Академии наук (1823). В 1825 году Дэви решил оставить руководство лабораторией Королевского института и рекомендовал назначить Фарадея директором физической и химической лабораторий, что и было вскоре сделано. Дэви скончался после продолжительной болезни в 1829 году.
После первых успехов в фарадеевских исследованиях электромагнетизма наступила десятилетняя пауза и до 1831 года он почти не публиковал работы на эту тему: опыты не давали желаемого результата, новые обязанности отвлекали, возможно, повлиял также неприятный скандал 1821 года.
В 1830 году Фарадей получил профессорскую кафедру сначала в Королевской военной академии (Вулидж), а с 1833 года — и в Королевском институте (по химии). Читал он лекции не только в Королевском институте, но и в нескольких других научных организациях и кружках. Современники чрезвычайно высоко оценивали преподавательские качества Фарадея, умевшего сочетать наглядность и доступность с глубиной рассмотрения предмета. Его научно-популярный шедевр для детей «История свечи» (популярные лекции, 1861 год) издаётся до сих пор.

### Исследование электромагнетизма (1831—1840)

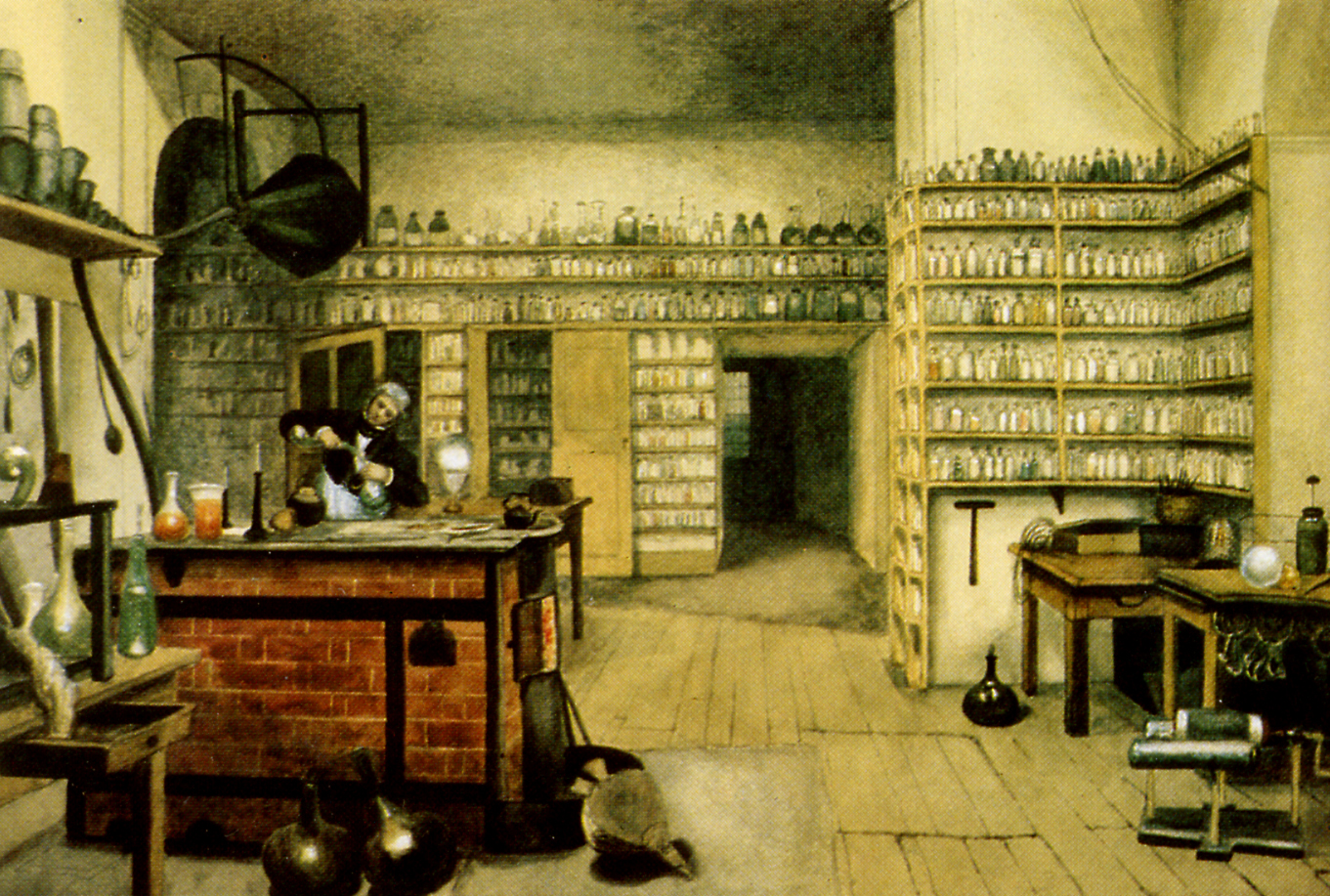
Фарадей за опытами в лаборатории

В 1822 году в лабораторном дневнике Фарадея появилась запись: «Превратить магнетизм в электричество». Рассуждения Фарадея были следующими: если в опыте Эрстеда электрический ток обладает магнитной силой, а, по убеждению Фарадея, все силы взаимопревращаемы, то и движение магнита должно возбуждать электрический ток.
Путь к электрогенератору оказался нелёгким — первые опыты были неудачны. Главной причиной неудач было незнание того факта, что электрический ток порождается только переменным магнитным полем, причём достаточно сильным (иначе ток будет слишком слаб для регистрации). Для усиления эффекта следовало магнит (или проводник) быстро двигать, а проводник свернуть в катушку. Только десять лет спустя, в 1831 году, Фарадей нашёл, наконец, решение проблемы, обнаружив электромагнитную индукцию. С этого открытия начался самый плодотворный период исследований Фарадея (1831—1840), давший научному миру его знаменитую серию статей «Экспериментальные исследования по электричеству» (всего он опубликовал в «Philosophical Transactions» 30 выпусков, выходивших с 1831 по 1835 год). Уже в 1832 году Фарадей за открытие индукции был награждён медалью Копли.
Сообщение об опытах Фарадея немедленно вызвало сенсацию в научном мире Европы, массовые газеты и журналы также уделяли им немало внимания. Множество научных организаций избрали Фарадея своим почётным членом (всего он получил 97 дипломов). Если открытие электродвигателя показало, как можно использовать электричество, то опыты по индукции указывали, как создать мощный его источник (электрогенератор). С этого момента трудности на пути широкого внедрения электроэнергии стали чисто техническими. Физики и инженеры активно занялись исследованием индукционных токов и конструированием всё более совершенных электротехнических устройств; первые промышленные модели появились ещё при жизни Фарадея (генератор переменного тока Ипполита Пикси, 1832), а в 1872 году Фридрих фон Хефнер-Альтенек представил высокоэффективный генератор, впоследствии улучшенный Эдисоном.
В 1832 году Фарадей исследовал ещё одну важную в те годы проблему. На тот момент были известны несколько источников электричества: трение, вольтов столб, некоторые животные (например, электрический скат), фарадеевская индукция, термоэлемент (открыт в 1821 году, см. эффект Зеебека). Отдельные учёные выражали сомнение в том, что все эти эффекты имеют единую природу, и даже использовали разные термины: «гальванизм», «животное электричество» и т. п. Фарадей провёл сотни опытов и закрыл проблему, показав, что все проявления электричества (тепловые, световые, химические, физиологические, магнитные и механические) совершенно одинаковы, независимо от источника его получения.
В 1835 году переутомление Фарадея привело к первому приступу болезни, которая мешала ему работать до 1837 года.

### Последние годы (1840—1867)

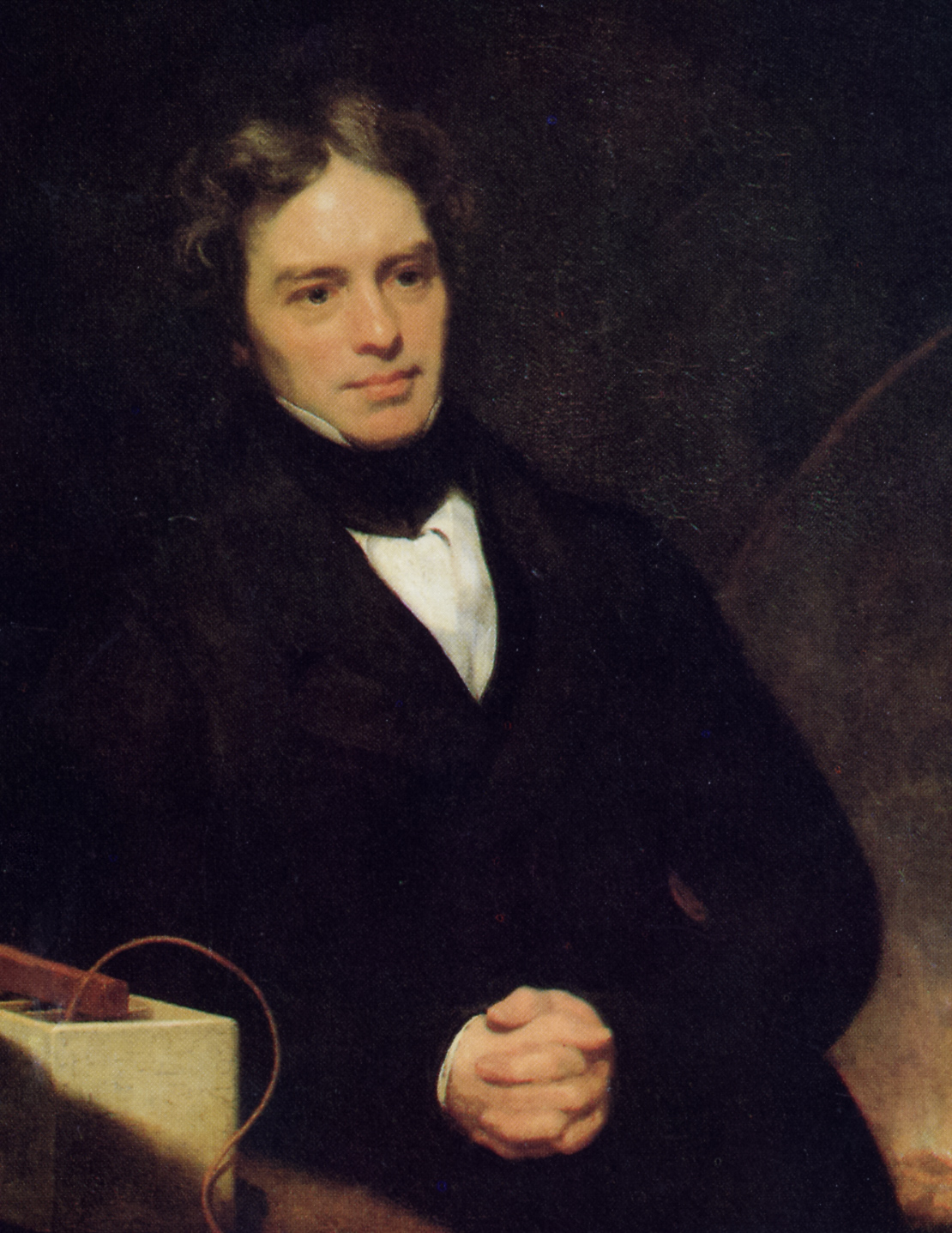
Портрет Фарадея (1842 год), художник Томас Филлипс

Несмотря на всемирную славу, Фарадей до конца жизни оставался скромным добросердечным человеком. Он отклонил предложение возвести его, как ранее Ньютона и Дэви, в рыцарское достоинство, дважды отказался стать президентом Королевского общества (в 1848 и 1858 годах). Во время Крымской войны правительство Великобритании предложило ему участвовать в разработке химического оружия против русской армии, но Фарадей с возмущением отверг это предложение как аморальное. Фарадей вёл непритязательный образ жизни и часто отклонял выгодные предложения, если они мешали бы ему заниматься любимым делом.
В 1840 году Фарадей вновь тяжело заболел (резкий упадок сил, ухудшение и частичная потеря памяти) и смог вернуться к активной работе только 4 года спустя, на короткий срок. Существует версия, что болезнь стала следствием отравления парами ртути, часто использовавшейся в его опытах. Рекомендованное врачами путешествие по Европе (1841) помогло мало. Друзья стали хлопотать о назначении всемирно известному физику государственной пенсии. Премьер-министр Великобритании (Уильям Лэм, лорд Мельбурн) сначала отнёсся к этому неодобрительно, но под давлением общественного мнения вынужден был дать своё согласие. Биограф и друг Фарадея Джон Тиндаль подсчитал, что после 1839 года Фарадей жил в крайней нужде (менее 22 фунтов в год), а после 1845 года пенсия (300 фунтов в год) стала его единственным источником дохода. Тиндаль с горечью добавляет: «Он умер бедняком, но имел честь поддерживать на почётном месте научную славу Англии в продолжение сорока лет».
В 1845 году Фарадей ненадолго вернулся к активной работе и сделал несколько выдающихся открытий, в том числе: поворот плоскости поляризации света в веществе, помещённом в магнитное поле (эффект Фарадея) и диамагнетизм.
Это были последние его открытия. В конце года болезнь возобновилась. Но Фарадей сумел вызвать ещё одну общественную сенсацию. В 1853 году он, со всей обычной тщательностью, исследовал модное в те годы «столоверчение» и уверенно заявил, что стол движется не вызванными духами умерших, а бессознательными движениями пальцев участников. Этот результат вызвал лавину возмущённых писем оккультистов, но Фарадей ответил, что примет претензии только от самих духов.

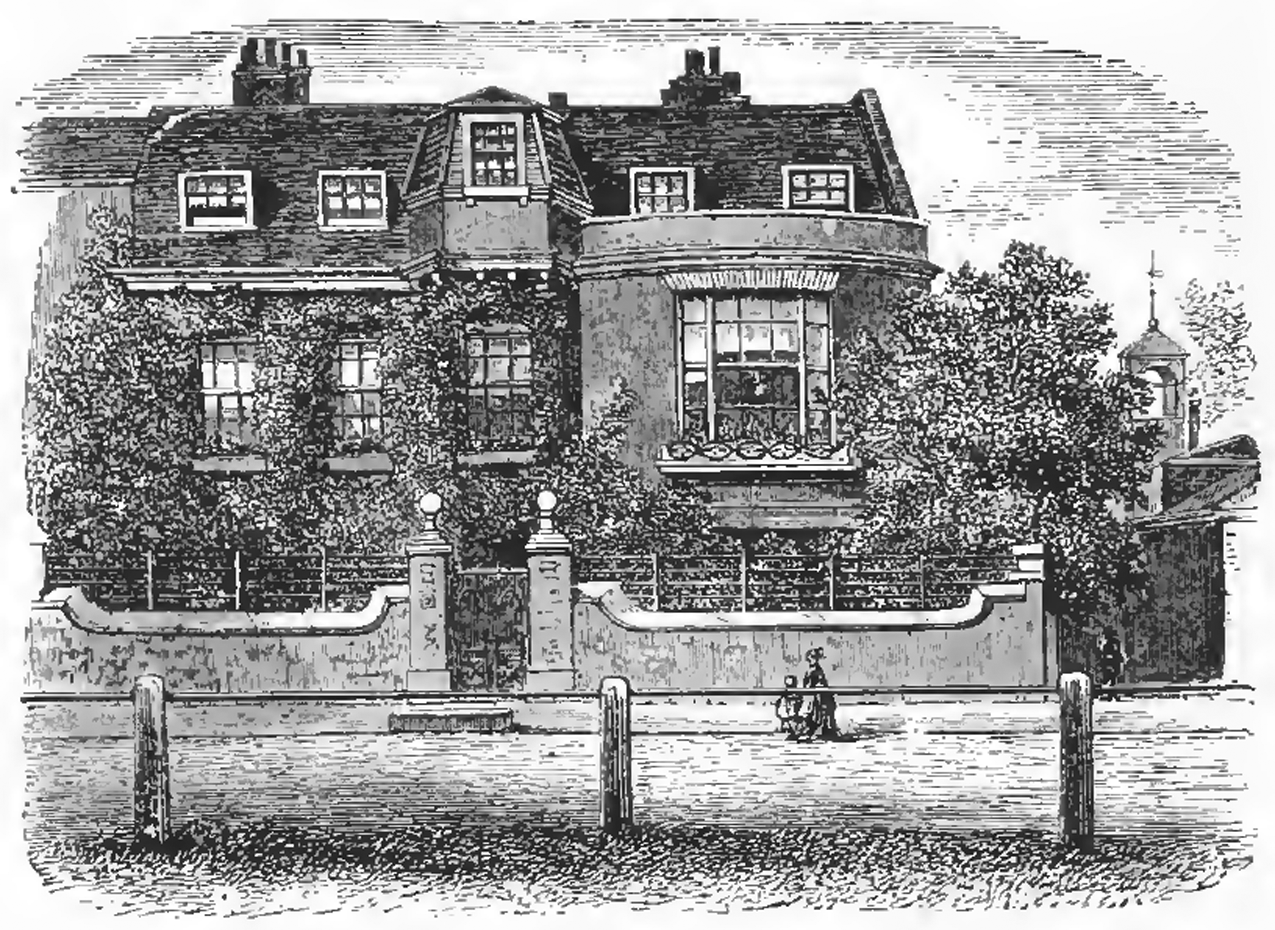
Дом Фарадея в Хэмптон-Корте

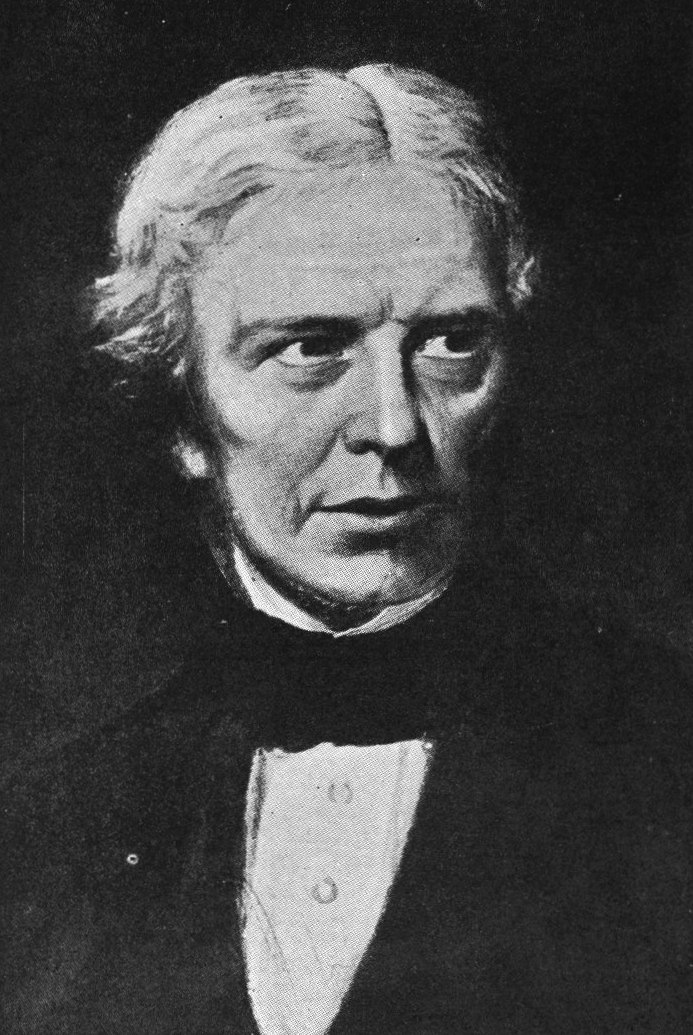
В последние годы

В 1848 году королева Виктория, высоко ценившая Фарадея (ранее приглашала его к себе на ланч), предоставила Фарадею в пожизненное пользование дом, входящий в дворцовый комплекс Хэмптон-Корт. Все домовые расходы и налоги королева взяла на себя. В 1858 году Фарадей ушёл в отставку с большинства своих постов и поселился в Хэмптон-Корте, где провёл последние 9 лет жизни.
Время от времени состояние здоровья позволяло Фарадею ненадолго возвращаться к активной деятельности. В 1862 году он выдвинул гипотезу, что магнитное поле может смещать спектральные линии. Однако оборудование тех лет было недостаточно чувствительно, чтобы обнаружить этот эффект. Только в 1897 году Питер Зееман подтвердил гипотезу Фарадея (сославшись на него как на автора) и получил в 1902 году за это открытие Нобелевскую премию.
Майкл Фарадей умер 25 августа 1867 года за письменным столом, немного не дожив до 76-летия. Королева Виктория предложила похоронить учёного в Вестминстерском аббатстве, однако была исполнена воля самого Фарадея: скромные похороны и простой надгробный памятник в обычном месте. Могила учёного находится на Хайгейтском кладбище, участок для лиц не англиканского вероисповедания. Впрочем, воля королевы также была исполнена — в Вестминстерском аббатстве, рядом с могилой Ньютона, была установлена памятная табличка Майкла Фарадея.

## Научная деятельность

### Исследования по электромагнетизму

#### Электромагнитная индукция

Опыты Фарадея по индукции
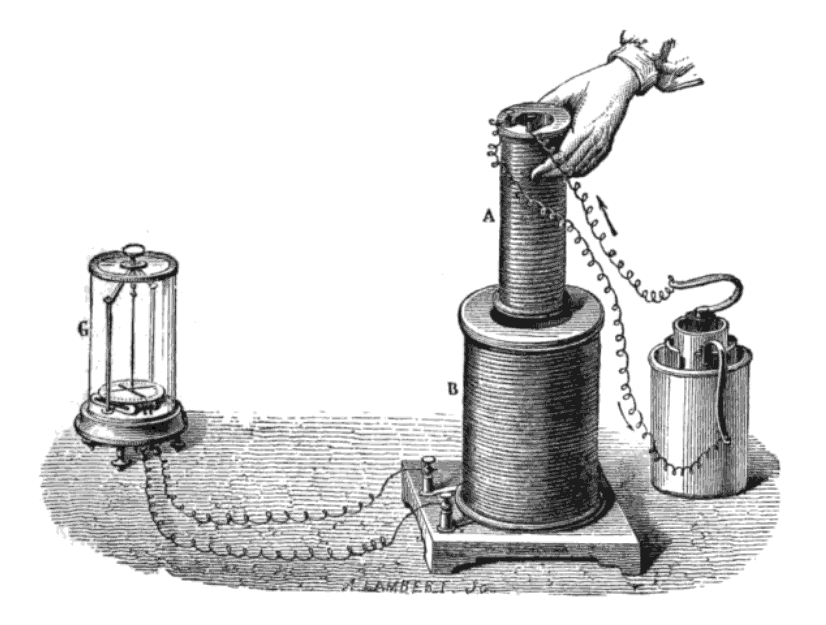
При движении соленоида с током внутри проволочной катушки в ней возникает ток
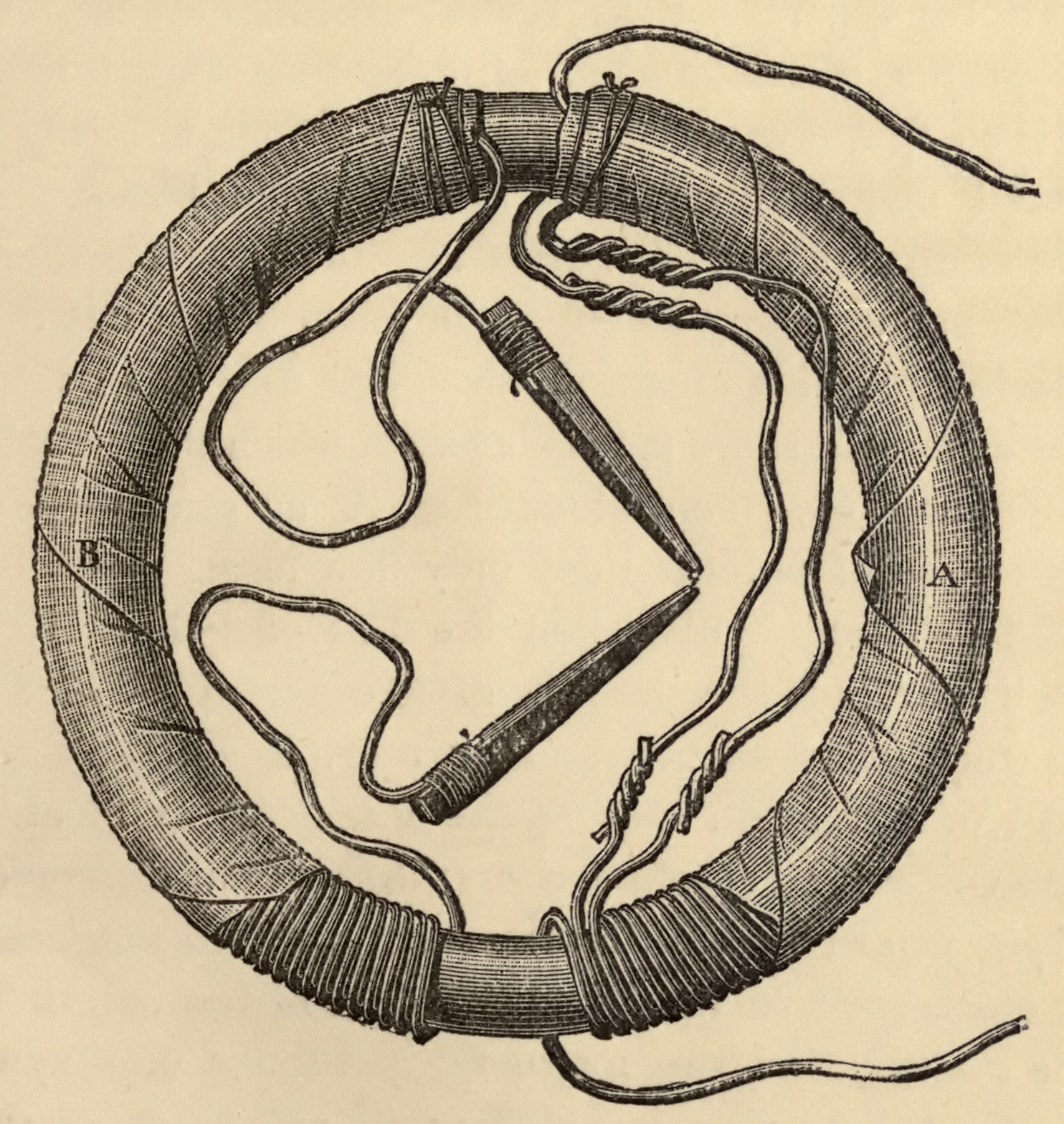
«Трансформатор Фарадея»: при включении или выключении тока в одной обмотке регистрируется ток в другой
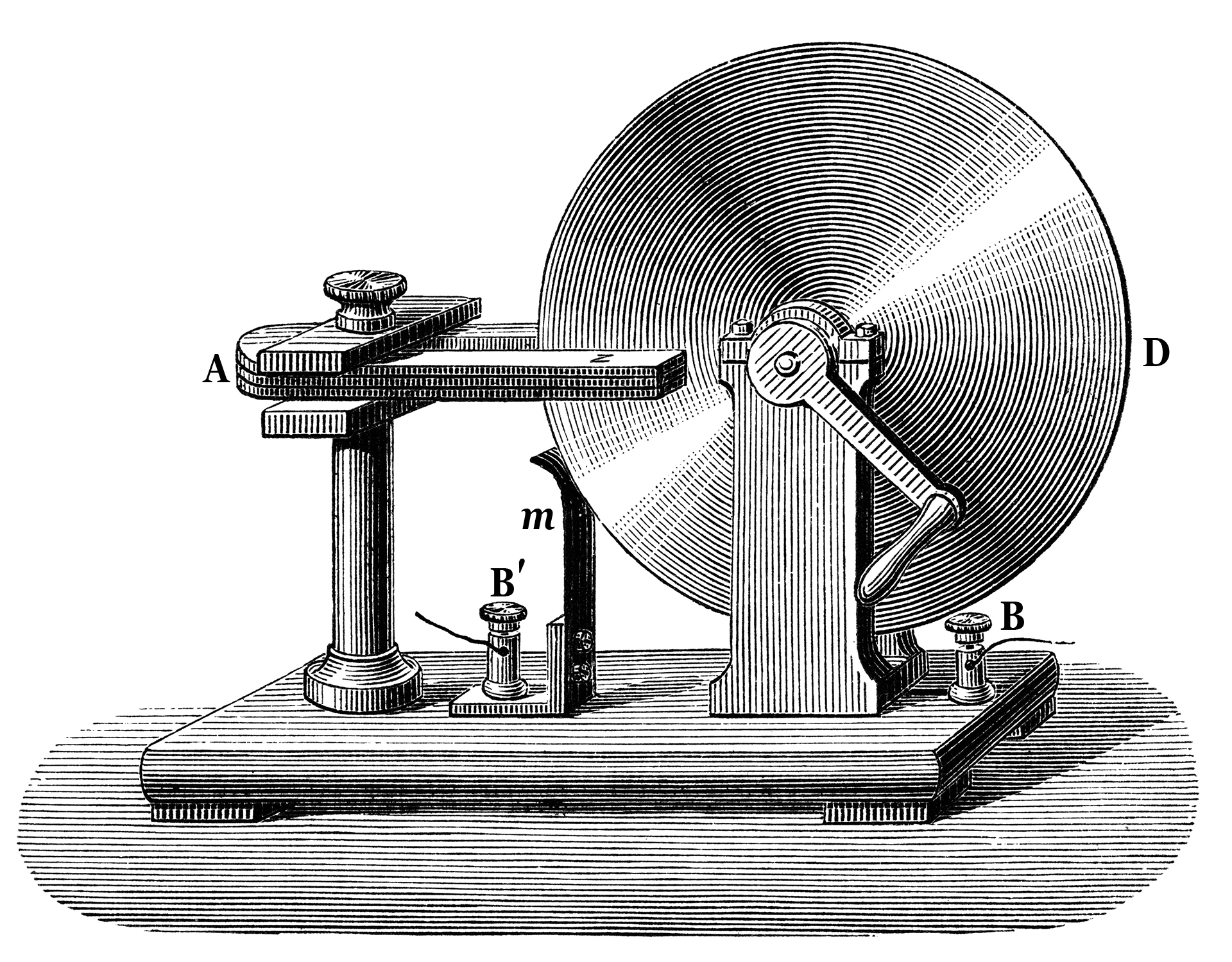
Диск Фарадея

Основные опыты состоялись в период 29 августа — 4 ноября 1831 года, главными из них стали два:
- При движении магнитного сердечника внутри проволочной катушки в последней возникал электрический ток.
- Включение или выключение тока в проволочной катушке приводило к появлению тока во вторичной катушке, чьи витки чередуются с витками первой.

17 октября 1831 года Фарадей пришёл к выводу: «электрическая волна возникает только при движении магнита, а не в силу свойств, присущих ему в покое». Он поставил решающий эксперимент:

Я взял цилиндрический магнитный брусок (3/4 дюйма в диаметре и 8 1/4 дюйма длиной) и ввёл один его конец внутрь спирали из медной проволоки (220 футов длиной), соединенной с гальванометром. Потом я быстрым движением втолкнул магнит внутрь спирали на всю его длину, и стрелка гальванометра испытала толчок. Затем я так же быстро вытащил магнит из спирали, и стрелка опять качнулась, но в противоположную сторону. Эти качания стрелки повторялись всякий раз, как магнит вталкивался или выталкивался.

Ещё раньше, 29 августа, Фарадей провёл аналогичный опыт с электромагнитом:

Двести три фута медной проволоки в одном куске были намотаны на большой деревянный барабан; другие двести три фута такой же проволоки были проложены в виде спирали между витками первой обмотки, причем металлический контакт был везде устранен посредством шнурка. Одна из этих спиралей была соединена с гальванометром, а другая — с хорошо заряженной батареей из ста пар пластин в четыре квадратных дюйма с двойными медными пластинками. При замыкании контакта наблюдалось внезапное, но очень слабое действие на гальванометр, и подобное же слабое действие имело место при размыкании контакта с батареей.

Таким образом, перемещающийся возле проводника магнит (или включение/выключение тока в соседнем проводнике) порождают в данном проводнике электрический ток. Это явление Фарадей назвал электромагнитной индукцией.
28 октября он собрал первый полноценный генератор постоянного тока («диск Фарадея»): при вращении медного диска рядом с магнитом на диске возникает электрический потенциал, который снимается прилегающим проводом. Фарадей показал, как механическую энергию вращения преобразовать в электрическую. Толчком к этому изобретению послужил опыт Араго (1824 год): крутящийся магнит увлекал в своё вращение расположенный ниже медный диск, хотя медь неспособна намагничиваться. И обратно, если вращать медный диск вблизи магнита, подвешенного таким образом, что он может вращаться в плоскости, параллельной плоскости диска, то при вращении диска магнит следует за его движением. Араго обсуждал этот эффект с Ампером, Пуассоном и другими знаменитыми физиками, но объяснить его им не удалось.
В отчёте о полученных результатах, обнародованном Фарадеем 24 ноября 1831 года перед Королевским обществом, он впервые употребил ключевой термин «магнитные силовые линии». Это означало переход от дискретной картины «заряды/магниты» прежних теорий, построенных по образцу дальнодействующего ньютоновского тяготения, к совершенно новому непрерывному и близкодейственному физическому объекту, которое мы теперь называем полем. Несколько позже Фарадей аналогично ввёл электрические силовые линии.
После открытий Фарадея стало ясно, что старые модели электромагнетизма (Ампер, Пуассон и др.) неполны и должны быть существенно переработаны. Сам Фарадей объяснял электромагнитную индукцию следующим образом. Окрестность всякого заряженного тела пронизано электрическими силовыми линиями, которые передают «силу» (по современной терминологии, энергию), и аналогично энергия магнитного поля течёт вдоль магнитных силовых линий. Эти линии не следует рассматривать как условные абстракции, они представляют собой физическую реальность. При этом:
1. Всякое изменение электрического состояния среды порождает магнитное поле.
2. Всякое изменение магнитного состояния среды порождает электрическое поле[50].

Точную формулировку этих законов и полную математическую модель электромагнетизма дал спустя 30 лет Джеймс Максвелл, родившийся в год открытия индукции (1831).
При индукции, указал Фарадей, величина возникающего в проводнике тока тем больше, чем больше магнитных силовых линий за единицу времени, в ходе изменения состояния, пересекает этот проводник. В свете этих законов причина движения в описанном выше опыте Араго стала понятна: когда материал диска пересекал магнитные силовые линии, в нём создавались индукционные токи, магнитное поле которых взаимодействовало с исходным. Позднее Фарадей повторил опыт с «диском Фарадея», используя вместо лабораторного магнита земной магнетизм.

#### Фарадеевская модель электромагнитного поля
Мир электромагнитных явлений, каким его представлял и описывал Фарадей, решительно отличался от всего, что было в физике прежде. В записи своего дневника от 7 ноября 1845 года Фарадей впервые употребил термин «электромагнитное поле» (англ. field), этот термин позднее перенял и ввёл в широкое употребление Максвелл. Поле — это область пространства, сплошь пронизанная силовыми линиями. Силы взаимодействия токов, введённые Ампером, считались дальнодействующими; Фарадей решительно оспорил это положение и сформулировал (словесно) свойства электромагнитного поля как существенно близкодейственные, то есть непрерывно передающиеся от каждой точки к соседним точкам с конечной скоростью.

Силовые линии магнитного поля

До Фарадея электрические силы понимались как взаимодействие зарядов на расстоянии — где нет зарядов, нет и сил. Фарадей изменил эту схему: заряд создаёт протяжённое электрическое поле, и уже с ним взаимодействует другой заряд, дальнодействия на расстоянии нет. С магнитным полем положение оказалось более сложным — оно не является центральным, и именно для определения направления магнитных сил в каждой точке Фарадей ввёл понятие силовых линий. Веским основанием для отказа от действия на расстоянии были опыты Фарадея с диэлектриками и диамагнетиками — они ясно показали, что среда между зарядами активно участвует в электромагнитных процессах. Более того, Фарадей убедительно показал, что в ряде ситуаций электрические силовые линии искривляются, подобно магнитным — например, экранировав два изолированных шара друг от друга и зарядив один из них, можно наблюдать индуктивные заряды на втором шаре. Из полученных результатов Фарадей сделал вывод, «что сама обычная индукция во всех случаях является действием смежных частиц и что электрическое действие на расстоянии (то есть обыкновенное индуктивное действие) происходит только благодаря влиянию промежуточной материи».
Джеймс Клерк Максвелл в «Трактате об электричестве и магнетизме» указал на суть представлений Фарадея об электромагнетизме:

Фарадей своим мысленным взором видел пронизывающие всё пространство силовые линии там, где математики видели центры сил, притягивающие на расстоянии. Фарадей видел среду там, где они не видели ничего, кроме расстояния. Фарадей усматривал местонахождение явлений в тех реальных процессах, которые происходят в среде, а они довольствовались тем, что нашли его в силе действия на расстоянии, которая прикладывается к электрическим жидкостям.
…Некоторые из наиболее плодотворных методов исследования, открытых математиками, могли бы быть выражены в терминах представлений, заимствованных у Фарадея, значительно лучше, чем они выражались в их оригинальной форме.

Начиная с 11-го выпуска серии «Экспериментальных исследования по электричеству», Фарадей посчитал возможным обобщить и теоретически осмыслить огромный накопленный материал. Система мира Фарадея отличалась большой оригинальностью. Он не признавал существования в природе пустоты, даже заполненной эфиром. Мир полностью заполнен проницаемой материей, и влияние каждой материальной частицы близкодейственно, то есть распространяется на всё пространство с конечной скоростью. Наблюдатель воспринимает это влияние как разного рода силы, но, как писал Фарадей, нельзя сказать, что одна из сил первична и является причиной других, «все они находятся во взаимной между собой зависимости и имеют общую природу». В целом динамика мира Фарадея достаточно близка к представлениям об электромагнитном поле, какими они были до появления квантовой теории.
В 1832 году Фарадей отвёз запечатанный конверт в Королевское общество. Сто лет спустя (1938 год) конверт вскрыли и обнаружили там формулировку гипотезы: индуктивные явления распространяются в пространстве с некоторой конечной скоростью, причём в виде волн. Эти волны также «являются наиболее вероятным объяснением световых явлений» . Окончательно этот вывод обосновал Максвелл в 1860-е годы.
Теоретические рассуждения Фарадея нашли вначале мало сторонников. Фарадей не владел высшей математикой (в его трудах почти нет формул) и для создания своих научных моделей использовал свою исключительную физическую интуицию. Он отстаивал физическую реальность введённых им силовых линий; однако учёные того времени, уже свыкшиеся с дальнодействием ньютонового притяжения, теперь уже к близкодействию относились с недоверием.
В 1860-х годах Максвелл изложил идеи Фарадея математически; как выразился Роберт Милликен, Максвелл одел теорию Фарадея «в изысканные математические одежды». Первая статья на эту тему никому ещё не известного 26-летнего Максвелла была названа «О фарадеевских силовых линиях» (1857). Фарадей сразу написал автору дружеское и ободряющее письмо:

Мой дорогой сэр, я получил Вашу статью и очень благодарен Вам за неё. Не хочу сказать, что благодарю Вас за то, что Вами сказано относительно «силовых линий», поскольку я знаю, что Вы сделали это в интересах философской правды; но Вы должны также предполагать, что эта работа не только приятна мне, но и даёт мне стимул к дальнейшим размышлениям. Я поначалу испугался, увидев, какая мощная сила математики приложена к предмету, а затем удивился тому, насколько хорошо предмет её выдержал… Всегда истинно Ваш М. Фарадей.

После опытов Герца (1887—1888) фарадеевско-максвелловская полевая модель становится общепризнанной.

#### «Экспериментальные исследования по электричеству»
Фарадей работал чрезвычайно методично — обнаружив эффект, он изучал его максимально глубоко — например, выяснял, от каких параметров и как он зависит (материал, температура и т. п.). Поэтому число опытов (и соответственно — число выпусков «Опытных исследований по электричеству») так велико. Нижеследующий краткий перечень тематики выпусков даёт представление о размахе и глубине исследований Фарадея.
1. Индукция электрических токов. Образование электричества из магнетизма.
2. Земная магнито-электрическая индукция.
3. Тождество отдельных видов электричества, происходящих от различных источников (в то время многие физики считали, что разные способы получения генерируют принципиально «разное электричество»).
4. О новом законе электрической проводимости.
5. Об электрохимическом разложении. Влияние воды на электрохимическое разложение. Теория электрохимического разложения.
6. О способности металлов и других твёрдых тел вызывать соединение газообразных тел.
7. Об электрохимическом разложении (продолжение). О некоторых общих условиях электрохимического разложения. О новом приборе для измерения гальванического электричества. О первичном или вторичном характере выделяющихся у электродов химических веществ. Об определённой природе и о размерах электрохимического разложения.
8. Об электричестве гальванического элемента; его источник, количество, напряжение и основные свойства его. О напряжении, необходимом для электролиза.
9. Об индуктивном влиянии электрического тока на самого себя и об индуктивном действии электрических токов вообще.
10. О гальванической батарее усовершенствованного типа. Некоторые практические указания.
11. Теория индукции. Общие выводы относительно природы индукции.
12. Об индукции (продолжение). Проводимость, или кондуктивный разряд. Электролитический разряд. Разрывной разряд и изоляция.
13. Об индукции (продолжение). Разрывной разряд (продолжение).
14. Природа электрической силы или сил. Связь между электрической и магнитной силами. Замечания об электрическом возбуждении.
15. Заключение о характере направления электрической силы у электрического угря.
16. Об источнике мощности гальванического элемента.
17. Об источнике мощности гальванического элемента (продолжение). Действие температуры. Действие разведения. Изменения порядка металлических элементов в гальванических цепях. Неправдоподобность предположения о контактной природе силы.
18. Об электричестве, развивающемся при трении воды и пара о другие тела.
19. Действие магнитов на свет. Действие электрических токов на свет.
20. О новых магнитных действиях и о магнитном состоянии всякого вещества. Действие магнитов на тяжёлое стекло. Действие магнитов на другие вещества, оказывающие магнитное действие на свет. Действие магнитов на металлы вообще.
21. О новых магнитных действиях и о магнитном состоянии всякого вещества (продолжение). Действие магнитов на магнитные металлы и их соединения. Действие магнитов на воздух и газы.
22. О кристаллической полярности висмута и других тел и её отношении к магнитной форме силы. Кристаллическая полярность висмута, сурьмы, мышьяка. Кристаллическое состояние различных тел. О природе магнекристаллической силы и общие соображения. О положении кристалла сульфата железа в магнитном поле.
23. О полярном или ином состоянии диамагнитных тел.
24. О возможной связи между тяготением и электричеством.
25. О магнитном и диамагнитном состоянии тел. Газообразные тела под влиянием магнитной силы не расширяются. Разностное магнитное действие. Магнитные свойства кислорода, азота и пустоты.
26. Способность проводить магнетизм. Магнитная проводимость. Полярность проводимости. Магнекристаллическая проводимость. Атмосферный магнетизм.
27. Об атмосферном магнетизме (продолжение). Экспериментальное исследование законов магнитного действия атмосферы и их применение к отдельным случаям. Доклад об атмосферном магнетизме.
28. О магнитных силовых линиях, определённость их характера и их распределение в магните и в окружающем пространстве.
29. О применении индукционного магнитоэлектрического тока для обнаружения и измерения магнитной силы.

#### Другие работы по электромагнетизму
Фарадей собрал первый трансформатор, исследовал самоиндукцию, открытую в 1832 году американским учёным Дж. Генри, разряды в газах и др. При исследовании свойств диэлектриков ввёл понятие диэлектрической проницаемости (которую называл «индуктивной способностью»).
В 1836 году, работая над проблемами статического электричества, Фарадей провёл эксперимент, показавший, что электрический заряд воздействует только на поверхность замкнутой оболочки-проводника, не оказывая никакого воздействия на находящиеся внутри неё объекты. Данный эффект связан с тем, что противоположные стороны проводника приобретают заряды, поле которых компенсирует внешнее поле. Соответствующие защитные свойства используются в устройстве, известном ныне как клетка Фарадея.
Фарадей обнаружил поворот плоскости поляризации света в магнитном поле (эффект Фарадея). Это означало, что свет и электромагнетизм тесно связаны. Убеждённость Фарадея в единстве всех сил природы нашла ещё одно подтверждение. Позже Максвелл строго доказал электромагнитную природу света.

### Химия
Фарадей сделал немало открытий в области химии. В 1825 году он открыл бензол и изобутилен, одним из первых получил в жидком состоянии хлор, сероводород, диоксид углерода, аммиак, этилен и диоксид азота. В 1825 году впервые синтезировал гексахлоран — вещество, на основе которого в XX веке изготовлялись различные инсектициды. Изучал каталитические реакции.
В 1825—1829 годах Фарадей, в составе комиссии Королевского общества, детально исследовал, как химический состав стекла влияет на его физические свойства. Стёкла Фарадея были слишком дороги для практического применения, но полученный практический опыт пригодился позже при экспериментах с действием магнита на свет и для выполнения правительственного задания по усовершенствованию маяков.

### Электрохимия и магнитохимия

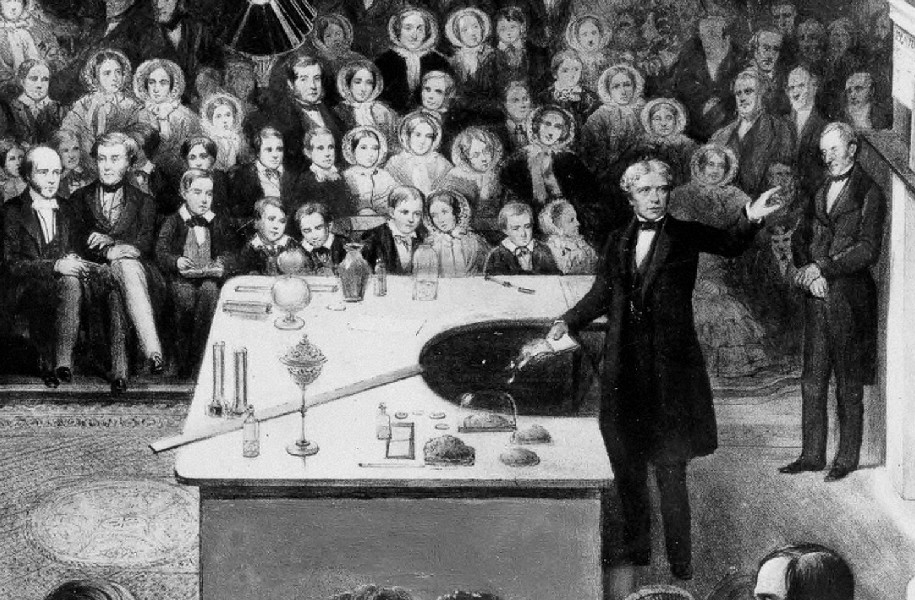
Фарадей даёт публичную лекцию

Как уже говорилось выше, Фарадей верил в единство всех сил в природе, поэтому естественно было ожидать, что химические свойства и законы связаны с электрическими. Подтверждение этому предположению он получил в 1832 году, открыв фундаментальные законы электролиза. Эти законы легли в основу нового раздела науки — электрохимии, имеющего сегодня огромное количество технологических приложений. Вид законов Фарадея наводил на мысль о существовании «электрических атомов» с наименьшим возможным зарядом; действительно, на рубеже XIX—XX веков эта частица (электрон) была обнаружена, и законы Фарадея помогли оценить её заряд. Предложенные Фарадеем термины ион, катод, анод, электролит укоренились в науке .
Опыты по электрохимии дали ещё одно доказательство близкодействия электромагнетизма. Многие учёные считали тогда, что электролиз вызывается притяжением на расстоянии (ионов к электродам). Фарадей провёл простой опыт: отделил электроды от смоченной соляным раствором бумаги двумя воздушными промежутками, после чего отметил, что искровой разряд вызвал разложение раствора. Отсюда вытекало, что электролиз вызывается не дальним притяжением, а местным током, и происходит он только в местах прохождения тока. Движение ионов к электродам происходит уже после (и вследствие) разложения молекул.
В 1846 году Фарадей открыл диамагнетизм — эффект намагничивания некоторых веществ (например, кварца, висмута, серебра) противоположно направлению действующего на него внешнего магнитного поля, то есть отталкивание их от обоих полюсов магнита. Эти и другие опыты Фарадея заложили основу магнитохимии.

### Другие исследования
Британское правительство неоднократно привлекало Фарадея, как признанного авторитета в области прикладной физики, к решению насущных технических задач — усовершенствование маяков, защита днищ кораблей от коррозии, экспертиза в судебных делах и др.
Фарадей исследовал наночастицы металла в коллоиде золота и описал их оптические и другие особенности по сравнению с частицами более крупных размеров. Этот опыт может считаться первым вкладом в нанотехнологию. Объяснение замеченным эффектам дала в XX веке квантовая теория.

## Личные качества и оценки
В личном общении знакомые Фарадея всегда, до конца жизни учёного отмечали его скромность, доброжелательность и покоряющее человеческое обаяние .
Жан Батист Дюма, известный химик и политик:

Всякий из знавших его — я твердо убеждён — желал бы только приблизиться к тому нравственному совершенству, которое, по-видимому, было дано Фарадею от рождения. Это была какая-то, на него одного сошедшая, благодать, в которой он почерпал силы для своей кипучей деятельности, будучи одновременно горячим проповедником истины, неутомимым художником, человеком, исполненным радушия и веселости, в высшей степени гуманным и мягким в частной жизни… Я не знал человека, который был бы более достоин любви и уважения, чем он, и утрата которого стоила бы более искреннего сожаления.

Джеймс Клерк Максвелл:

Способ, которым Фарадей использовал свою идею силовых линий, чтобы координировать явления электромагнитной индукции, доказывает, что он был математиком высокого порядка — одним из тех, у кого математики будущего могут черпать ценные и плодотворные методы.

Герман Людвиг Фердинанд Гельмгольц:

До тех пор, пока люди пользуются благами электричества, они всегда будут с благодарностью вспоминать имя Фарадея.

Уильям Томсон (лорд Кельвин):

Необычайная быстрота и живость отличали его. Отблеск его гения окружал его какой-то особенной, сияющей аурой. Определённо каждый чувствовал это обаяние — будь то глубокий философ или простой ребёнок.

А. Г. Столетов:

Никогда со времен Галилея свет не видал стольких поразительных и разнообразных открытий, вышедших из одной головы.

Альберт Эйнштейн:

Со времени обоснования теоретической физики Ньютоном наибольшие изменения в её теоретических основах, другими словами, в нашем представлении о структуре реальности, были достигнуты благодаря исследованиям электромагнитных явлений Фарадеем и Максвеллом.

Эйнштейну довелось проживать во многих странах и городах, но в его рабочем кабинете неизменно висели три портрета: Ньютона, Фарадея и Максвелла.

## Религиозные взгляды

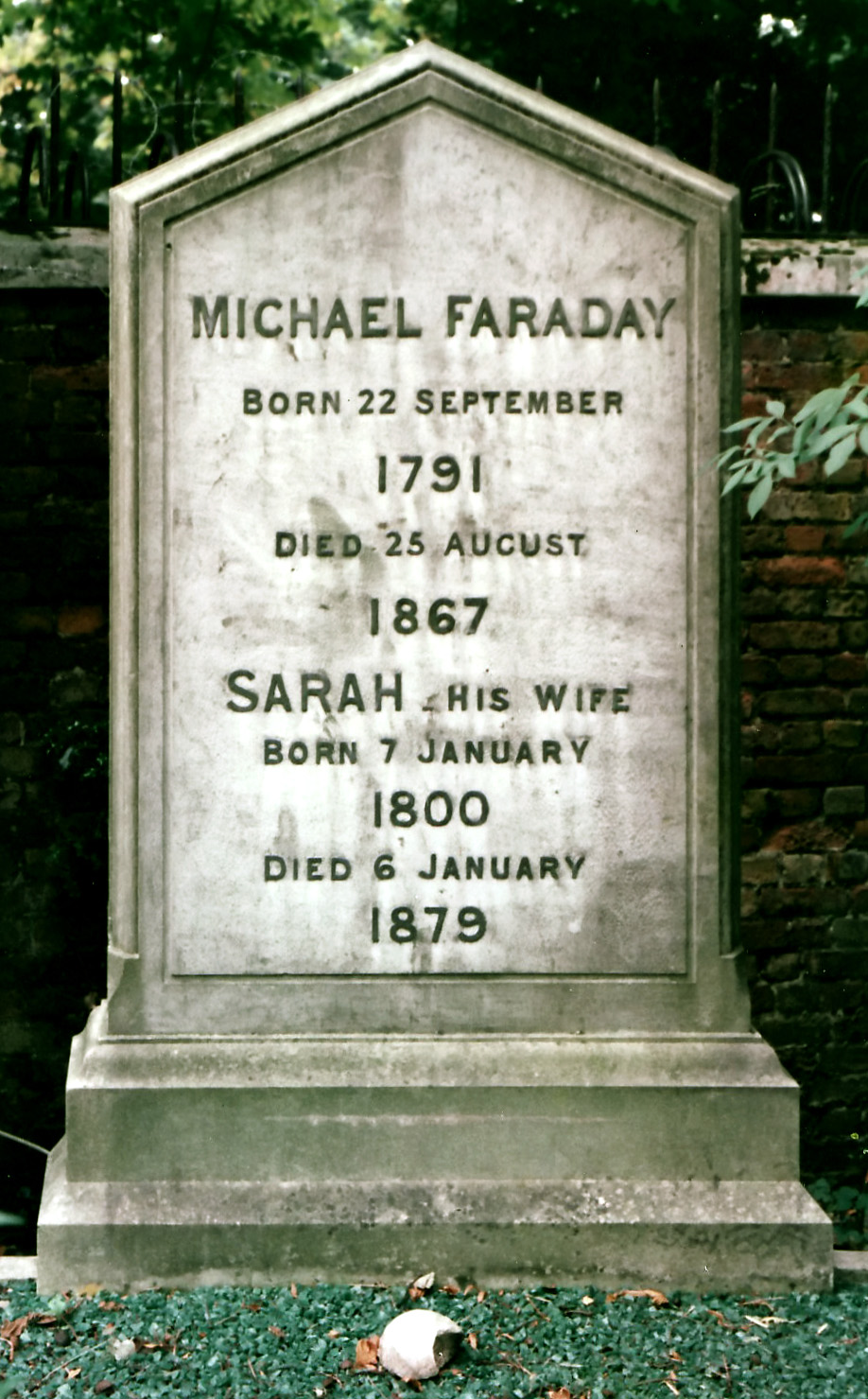
Могила Майкла и Сары Фарадей

Фарадей, как и его родители (а также жена), был членом протестантской общины, которую по именам её основателей называют «гласиты» или «сандеманиане» (англ. Glasites, Sandemanians). Эта конфессия появилась в Шотландии около 1730 года, отколовшись от пресвитерианской церкви Шотландии. Фарадей добросовестно исполнял свои обязанности как член лондонской общины, несколько раз избирался старейшиной общины и диаконом. Судя по его высказываниям, Фарадей был искренне верующим, однако в одном из писем отрицал, что в своих исследованиях руководствуется какой-либо религиозной философией:

Хотя в природе творения Бога никогда не могут находиться в противоречии с высшими предметами, относящимися к нашей будущей жизни, и хотя эти творения должны служить, подобно всему другому, для Его возвеличения и восхваления,— я всё же не нахожу нужным сочетать изучение естественных наук с религией и всегда считал религию и науку вещами совершенно различными.

## Увековечение памяти
В честь Майкла Фарадея названы:
- Единица измерения электрической ёмкости — фарад
- Единица измерения электрического заряда в электрохимии — фарадей
- Лунный кратер Фарадей [86]
- Астероид Фарадей[нем.][87]

Научные понятия, названные в честь Фарадея:
- Диск Фарадея
- Закон электромагнитной индукции Фарадея
- Законы электролиза Фарадея
- Клетка Фарадея
- Постоянная Фарадея
- Цилиндр Фарадея
- Эффект Фарадея

Памятники
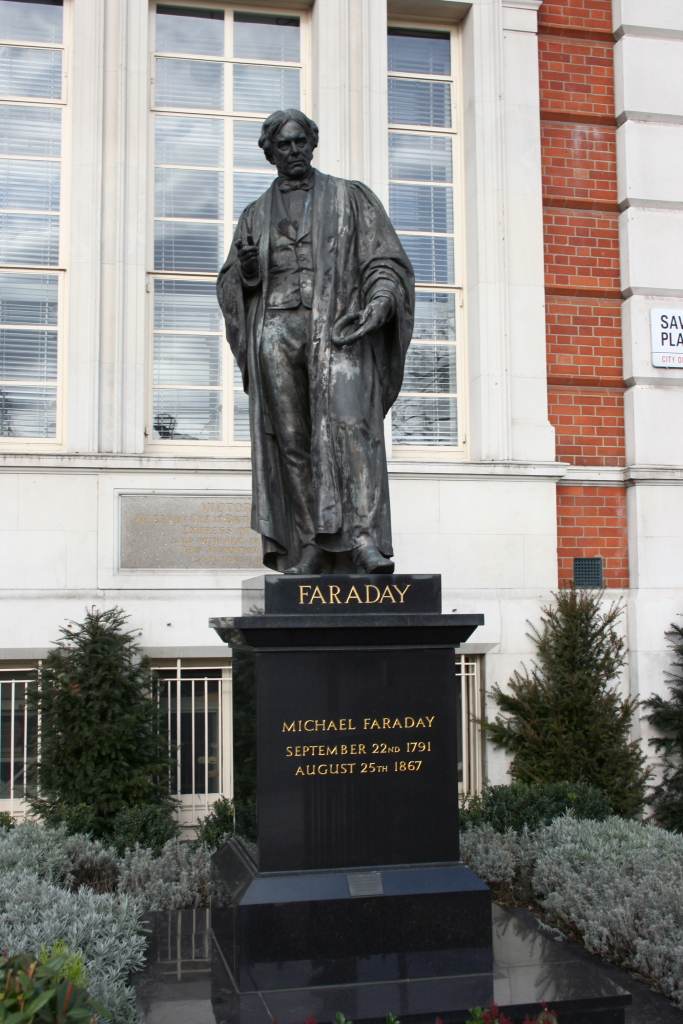
Памятник Фарадею в Лондоне, Савойская площадь
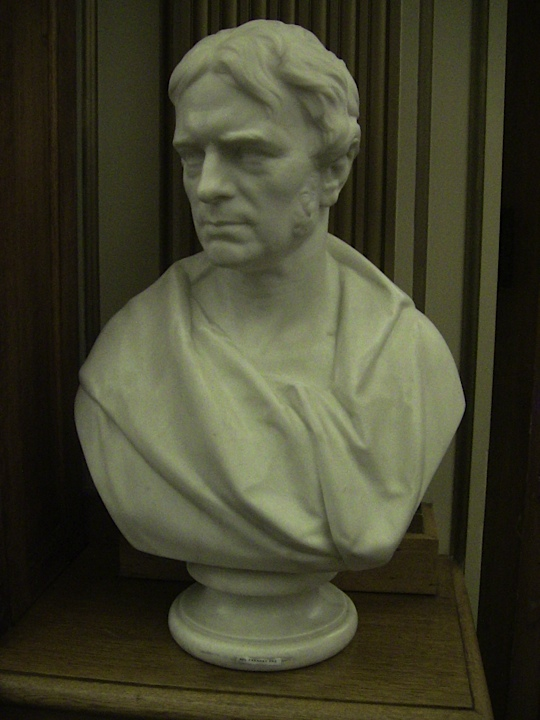
Бюст Фарадея в Королевском обществе
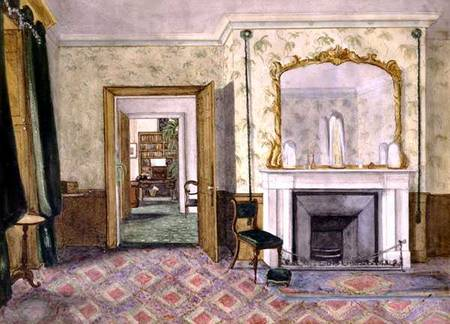
Мемориальная комната Фарадея, Королевское общество

В Лондоне на Савойской площади (у моста Ватерлоо) установлен памятник учёному (1886 год). Имя Фарадея присвоено одному из корпусов Лондонского института электротехники, одному из зданий Эдинбургского университета, ряду школ, колледжей, городских улиц. Британская полярная станция в Антарктиде называлась «Фарадей» с 1977 по 1996 год, после чего станция была передана Украине и сменила название на «Академик Вернадский».
В октябре 1931 года в Вестминстерском аббатстве за могилой Исаака Ньютона были установлены рядом две мемориальные плиты — в честь Майкла Фарадея и Джеймса Клерка Максвелла. Недалеко от места рождения Фарадея открыт «мемориал Фарадея», а неподалёку расположен небольшой Фарадеевский парк (Faraday Gardens).
Портрет Фарадея размещался на английской банкноте в 20 фунтов выпуска 1991—1999 годов.
В честь Фарадея названы несколько наград:
- Премия Майкла Фарадея (Лондонское королевское общество)
- Медаль Фарадея (Institution of Engineering and Technology)
- Фарадеевская лекция (Королевское химическое общество)
- Медаль Фарадея по электрохимии (Королевское химическое общество)
- Медаль Фарадея по экспериментальной физике

## Труды
Помимо примерно 450 статей в журналах, Фарадей опубликовал несколько книг.
- Химические манипуляции (Chemical Manipulation: Being Instructions to Students in Chemistry on the Methods of Performing Experiments of Demonstration or of Research, with Accuracy and Success). W. Phillips, London 1827, Text online.
- Экспериментальные исследования по электричеству (Experimental Researches in Electricity). 3 vols, R. Taylor & W. Francis, London 1839—1855.
  - Vol 1 Vol 2 Vol 3.
- Экспериментальные исследования по химии и физике (Experimental Researches in Chemistry and Physics). R. Taylor & W. Francis, London 1859, Text online.
- Шесть лекций о различных силах материи и их взаимосвязях (A Course of Six Lectures on the Various Forces of Matter, and Their Relations To Each Other). Richard Griffin & Co., London Glasgow 1860, Text online.
- История свечи (A Course of Six Lectures on the Chemical History of a Candle: To Which is Added a Lecture on Platinum). Harper & Brothers, New York 1861, Text online.

Посмертно изданные заметки и материалы
- Diary (англ.) / T. Martin. — 1932–1936. — ISBN 0-7135-0439-0. — published in eight volumes; see also the 2009 publication of Faraday’s diary. Научный дневник в 8 томах.
- Curiosity Perfectly Satisfyed: Faraday's Travels in Europe 1813–1815 (англ.) / B. Bowers and L. Symons. — Institution of Electrical Engineers, 1991. Путевые заметки Фарадея в ходе путешествия по Европе 1813–1815.
- The Correspondence of Michael Faraday (англ.) / F. A. J. L. James. — INSPEC, Inc., 1991. — Vol. 1. — ISBN 0-86341-248-3. — volume 2, 1993; volume 3, 1996; volume 4, 1999. Переписка.
- The letters of Faraday and Schoenbein 1836—1862. With notes, comments and references to contemporary letters London: Williams & Norgate 1899.
- The Liquefaction of Gases, Edinburgh: W. F. Clay, 1896. Сжижение газов.

### В русских переводах
- Фарадей М. Силы природы и их соотношения. С-Пб.: Издание О.И. Бакста, 1865 год. 132 с. Перевод прижизненного издания Майкла Фарадея, переводчик - Лугинин Владимир Фёдорович.
- Фарадей М. Избранные работы по электричеству. — М.—Л.: ГОНТИ, 1939. — (Классики естествознания).
- Фарадей М. Силы материи и их взаимоотношения. — М.: ГАИЗ, 1940.
- Фарадей М. Экспериментальные исследования по электричеству, в трёх томах. — М.: Изд. АН СССР, 1947, 1951, 1959. — (Классики науки).

Научно-популярные
- Фарадей М. История свечи. Дата обращения: 7 мая 2013.